# Dolac, Berane
Dolac este un oraș din comuna Berane, Muntenegru. Conform datelor de la recensământul din 2003, orașul are 1293 de locuitori (la recensământul din 1991 erau 1282 de locuitori).

## Demografie
În orașul Dolac locuiesc 927 de persoane adulte, iar vârsta medie a populației este de 33,7 de ani (32,7 la bărbați și 34,6 la femei). În localitate sunt 353 de gospodării, iar numărul mediu de membri în gospodărie este de 3,66.
Populația localității este foarte eterogenă. Najbrojnije pleme su Veljići, po etničkoj pripadnosti Srbi.
|  |

| Demografie | Demografie | Demografie |
| An         | Locuitori  | Locuitori  |
| ---------- | ---------- | ---------- |
|            |            |            |
|            |            |            |
|            |            |            |
|            |            |            |
| 1948       | 353        |            |
| 1953       | 373        |            |
| 1961       | 472        |            |
| 1971       | 628        |            |
| 1981       | 830        |            |
| 1991       | 1282       | 1274       |
| 2003       | 1335       | 1293       |

| \| Componența etnică conform recensământului din 2003[2] \| Componența etnică conform recensământului din 2003[2] \| Componența etnică conform recensământului din 2003[2] \| Componența etnică conform recensământului din 2003[2] \| Componența etnică conform recensământului din 2003[2] \| \| ----------------------------------------------------- \| ----------------------------------------------------- \| ----------------------------------------------------- \| ----------------------------------------------------- \| ----------------------------------------------------- \| \| \| \| \| \| \| \| Sârbi \| Sârbi \| \| 744 \| 57,54% \| \| Muntenegreni \| Muntenegreni \| \| 416 \| 32,17% \| \| Iugoslavi \| Iugoslavi \| \| 2 \| 0,15% \| \| Macedoneni \| Macedoneni \| \| 1 \| 0,07% \| \| necunoscută \| necunoscută \| \| 0 \| 0% \| |              |  |     |        |
| Componența etnică conform recensământului din 2003 |              |  |     |        |
| |              |  |     |        |
| Sârbi | Sârbi        |  | 744 | 57,54% |
| Muntenegreni | Muntenegreni |  | 416 | 32,17% |
| Iugoslavi | Iugoslavi    |  | 2   | 0,15%  |
| Macedoneni | Macedoneni   |  | 1   | 0,07%  |
| necunoscută | necunoscută  |  | 0   | 0%     |

| \| Componența etnică conform recensământului din 2011 \| Componența etnică conform recensământului din 2011 \| Componența etnică conform recensământului din 2011 \| Componența etnică conform recensământului din 2011 \| Componența etnică conform recensământului din 2011 \| \| -------------------------------------------------- \| -------------------------------------------------- \| -------------------------------------------------- \| -------------------------------------------------- \| -------------------------------------------------- \| \| \| \| \| \| \| \| Sârbi \| Sârbi \| \| 771 \| 55% \| \| Muntenegreni \| Muntenegreni \| \| 560 \| 40% \| \| Neizjašnjeno \| Neizjašnjeno \| \| 71 \| 5% \| |              |  |     |     |
| Componența etnică conform recensământului din 2011 |              |  |     |     |
| |              |  |     |     |
| Sârbi | Sârbi        |  | 771 | 55% |
| Muntenegreni | Muntenegreni |  | 560 | 40% |
| Neizjašnjeno | Neizjašnjeno |  | 71  | 5%  |